# 和歌山県道44号那智勝浦熊野川線
和歌山県道44号那智勝浦熊野川線（わかやまけんどう44ごう なちかつうらくまのがわせん）は、和歌山県東牟婁郡那智勝浦町から新宮市に至る主要地方道（和歌山県道）である。

## 概要

### 路線データ
- 実延長：27.880km
- 起点：東牟婁郡那智勝浦町大字樫原（和歌山県道45号那智勝浦本宮線）
- 終点：新宮市熊野川町日足（神丸交差点＝国道168号）

## 歴史
- 1976年（昭和51年）4月1日 - 建設省（現・国土交通省）が主要地方道那智勝浦相須線を指定。
- 1977年（昭和52年）6月18日 - 和歌山県が主要県道28号那智勝浦相須線を認定。
- 1983年（昭和58年）2月1日 - 和歌山県が前年4月の主要地方道改正に従い主要県道27号那智勝浦熊野川線へ改称。
- 1993年（平成5年）5月11日 - 建設省から、主要県道那智勝浦熊野川線が那智勝浦熊野川線として主要地方道に再指定される[1]。
- 1994年（平成6年）4月1日 - 県道番号を「27」から「44」へ改番。

## 路線状況
山間部を通り、熊野川水系の赤木川に沿って設置されている。起点からは1車線の区間が続くが、旧・熊野川町の中心街に近づくにつれて2車線の道路が目立つようになる。那智勝浦町と新宮市熊野川町を結ぶ唯一の道路であり、未開通区間のある和歌山県道45号那智勝浦本宮線の迂回路としての役割もある。

### トンネル
- 小口トンネル（新宮市）- 75m
- 長井トンネル（新宮市）- 549m

## 地理

### 通過する自治体
- 東牟婁郡那智勝浦町
- 新宮市

### 交差する道路
- 和歌山県道45号那智勝浦本宮線（起点）
- 和歌山県道229号古座川熊野川線（新宮市熊野川町西）
- 国道168号（終点）